# Euphyia eolinda
Euphyia eolinda là một loài bướm đêm trong họ Geometridae.